# 飛馬座π1
飛馬座π1，又名BD+32 4349，HD 210354、SAO 72064、HR 8449，是飛馬座的一颗恒星，视星等为5.58，位于銀經87.93，銀緯-18.45，其B1900.0坐标为赤經22h 4m 47.7s，赤緯+32° -18.45′ 1″。